# NGC 92
NGC 92 es una galaxia espiral localizada en la constelación de Fénix.